# Joaquim Ferreira Antero
Joaquim Ferreira Antero SJ (Icó — 24 de julho de 1861 — 23 de setembro de 1880), foi religioso brasileiro, o primeiro cearense a entrar para a Companhia de Jesus.

## Biografia
Nasceu em Icó, município do centro-sul da então província do Ceará, filho do comerciante Antônio Ferreira Antero e de Ana Joaquina do Espírito Santo. Seu pai era natural de Santiago, Espanha, e estabeleceu-se como comerciante em Icó em 1843. Seu sobrenome original era "Antelo", mas como, aportuguesando a palavra, chamavam-no Antero, para evitar confusão em sua firma comercial, teve que adotar este nome que legou à sua descendência. Era também católico fervoroso, uma característica que muito influiu na formação de seus filhos.
O irmão mais velho de Joaquim, Francisco, entrara para o Seminário de Fortaleza em 1870, onde permaneceu até 1874, partindo para o Pontifício Colégio Pio Latino-americano, em Roma. Em 1876, aos quinze anos de idade, Joaquim também entrou para a mesma instituição. Três anos depois, o irmão Bernardino seguiu o mesmo caminho.
Em 2 de outubro de 1878, professou na Companhia de Jesus, cujos padres eram diretores do Colégio. Estava fazendo o noviciado em Nápoles quando adoeceu, regressando então para Roma. Agravando-se-lhe o estado de saúde, foi enviado para a casa de campo que os jesuítas possuem em Castelgandolfo, pequena cidade sobre o lago Albano, e ali faleceu, com apenas dezenove anos de idade